# Екатериновка (Усть-Ишимский район)
Екатериновка — деревня в Усть-Ишимском районе Омской области. Входит в состав Никольского сельского поселения.

## История
Основана в 1913 г. В 1926 году состояла из 13 хозяйств, основное население — чуваши. В составе Ново-Никольского сельсовета Усть-Ишимского района Тарского округа Сибирского края.

## Население
| 1926 | 2010 |
| ---- | ---- |
| 50   | ↘33  |